# Resultados do Carnaval de Parnaíba
Esta e uma lista sobre os resultados do Carnaval de Parnaíba, por anos.

## 2008
| Pos | Escolas         | Pts   | Classificação  | Ref   |
| --- | --------------- | ----- | -------------- | ----- |
| 1   | Império do Cais |       | Campeã de 2008 | [ 1 ] |
| 2   | Unidos da Ponte |       | [ 1 ]          |       |
| 3   | Nova Parnaíba   | [ 1 ] |                |       |

## 2009
| Pos | Escolas         | Pts  | Classificação  | Ref   |
| --- | --------------- | ---- | -------------- | ----- |
| 1   | Nova Parnaíba   | 98   | Campeã de 2009 | [ 2 ] |
| 2   | Império do Cais | 90,5 |                | [ 2 ] |
| 3   | Unidos da Ponte | 87,5 | [ 2 ]          |       |

## 2010
| Pos | Escolas         | Pts  | Classificação  | Ref   |
| --- | --------------- | ---- | -------------- | ----- |
| 1   | Unidos da Ponte | 95.6 | Campeã de 2010 | [ 3 ] |
| 2   | Nova Parnaíba   | 95.5 |                | [ 3 ] |
| 3   | Império do Cais | 90.6 | [ 3 ]          |       |

## 2011
| Pos | Escolas         | Pts  | Classificação  | Ref   |
| --- | --------------- | ---- | -------------- | ----- |
| 1   | Império do Cais | 98,1 | Campeã de 2011 | [ 4 ] |
| 2   | Unidos da Ponte | 98,0 |                | [ 4 ] |
| 3   | Nova Parnaiba   | 95,7 | [ 4 ]          |       |

## 2012
| Pos | Escolas         | Pts  | Classificação  | Ref         |
| --- | --------------- | ---- | -------------- | ----------- |
| 1   | Império do Cais | 99,8 | Campeã de 2012 | [ 5 ] [ 6 ] |
| 2   | Nova Parnaíba   | 98,6 |                | [ 5 ]       |
| 3   | Unidos da Ponte | 96,8 | [ 5 ]          |             |

## 2013
| Pos | Escolas         | Pts  | Classificação  | Ref         |
| --- | --------------- | ---- | -------------- | ----------- |
| 1   | Unidos da Ponte | 96,2 | Campeã de 2013 | [ 7 ] [ 8 ] |
| 2   | Império do Caís | 92,7 |                | [ 7 ] [ 8 ] |
| 3   | Nova Parnaíba   | 92,1 | [ 7 ] [ 8 ]    |             |

## 2014
| Pos | Escolas         | Pts  | Classificação  | Ref          |
| --- | --------------- | ---- | -------------- | ------------ |
| 1   | Unidos da Ponte | 99,5 | Campeã de 2014 | [ 9 ] [ 10 ] |
| 2   | Império do Cais | 98   |                | [ 9 ] [ 10 ] |
| 3   | Nova Parnaíba   | 97,5 | [ 9 ] [ 10 ]   |              |

## 2015
| Colocação | Escola                 | Pontos | Ref.   |
| --------- | ---------------------- | ------ | ------ |
| 1º        | Nova Parnaíba no Samba | 99,2   | [ 11 ] |
| 2º        | Império do Cais        | 97,5   | [ 11 ] |
| 3º        | Unidos da Ponte        | 99,2   | [ 11 ] |

## 2016
| Colocação | Escola                 | Pontos | Ref.   |
| --------- | ---------------------- | ------ | ------ |
| 1º        | Nova Parnaíba no Samba | 95,1   | [ 12 ] |
| 2º        | Unidos da Ponte        | 94,6   | [ 12 ] |
| 3º        | Império do Cais        | 88,9   | [ 12 ] |

## Carnaval 2017
| Colocação | Escola                 | Pontos | Ref.   |
| --------- | ---------------------- | ------ | ------ |
| 1º        | Império do Cais        | 175,9  | [ 13 ] |
| 2º        | Nova Parnaíba no Samba | 176,0  | [ 13 ] |
| 3º        | Unidos da Ponte        | 174,0  | [ 13 ] |
|           |                        |        | [ 13 ] |

## Carnaval2018
| Colocação | Escola                 | Pontos | Ref.   |
| --------- | ---------------------- | ------ | ------ |
| 1º        | Nova Parnaíba no Samba | 99,2   | [ 11 ] |
| 2º        | Princesa do Igaraçu    | 98,9   | [ 11 ] |
| 3º        | Império do Cais        | 96,2   | [ 11 ] |

## Carnaval2019
| Colocação | Escola                 | Pontos | Ref.   |
| --------- | ---------------------- | ------ | ------ |
| 1º        | Nova Parnaíba no Samba | 99,2   | [ 11 ] |
| 2º        | Princesa do Igaraçu    | 99,1   | [ 11 ] |
| 3º        | Unidos da Ponte        | 95,2   | [ 11 ] |

## Carnaval2020
| Colocação | Escola                  | Pontos | Ref.   |
| --------- | ----------------------- | ------ | ------ |
| 1º        | Princesa do Igaraçu     | 99,2   | [ 11 ] |
| 2º        | Unidos da Ponte         | 99,1   | [ 11 ] |
| 3º        | Unidos do São Francisco | 90,2   | [ 11 ] |

## Carnaval 2023
| Colocação | Escola                  | Pontos |
| --------- | ----------------------- | ------ |
| 1º        | Princesa do Igaraçu     |        |
| 2º        | Unidos da Ponte         |        |
| 3º        | Unidos do São Francisco |        |

## Carnaval 2024
| Colocação | Escola              | Pontos |
| --------- | ------------------- | ------ |
| 1º        | Princesa do Igaraçu |        |
| 2°        |                     |        |
| 3º        |                     |        |